# Ассулин, Гай
Гай Игаал Ассулин (ивр. גיא אסולין‎; род. 9 апреля 1991, Нагария, Израиль) — израильский футболист, игравший на позиции полузащитника.

## Биография
Гай Ассулин начал выступления в футболе за израильский «Хапоэль Хайфа». В 1999 году он присоединился к молодёжному составу испанской «Барселоны» и с 12 лет начал усердные тренировки под руководством Анхеля Уертаса и Хоана Мартинеса Виласека.
В 2007 году к молодому футболисту проявляет интерес лондонский «Челси». 16 июля 2009 года в результате возможного ухода в «Челси» Ассулин получает испанское гражданство. Летом того же года он был вызван главным тренером Пепом Гвардиолой для прохождения предсезонных сборов в Англии с основной командой.
Его первый матч за клуб состоялся в розыгрыше Кубка Уэмбли против «Тоттенхема», матч завершился вничью (1:1). Затем Ассулин сыграл и во втором матче турнира, клуб одержал уверенную победу над «Аль-Ахли» со счётом 4:1.
Официальный дебют с основной командой состоялся 28 октября 2009 года в рамках Кубка короля с «Культураль Леонеса», Гай отыграл 59 минут.

## Национальная сборная
25 марта 2008 года Гай Ассулин дебютировал в качестве самого молодого игрока национальной сборной Израиля в товарищеской встрече против сборной Чили (1:0).